# Coupe de France masculine de rink hockey 2019-2020
Navigation
Coupe de France 2018-2019 Coupe de France 2020-2021
La coupe de France 2020 de rink hockey est la dix-neuvième édition de cette compétition annuelle. Elle oppose des équipes provenant de l'ensemble des divisions françaises évoluant dans un championnat senior régional ou national. La coupe de France débute avec le tour des préliminaires, le 19 octobre 2019, et se termine avec la finale four le 20 septembre 2020.

## Participants
La coupe de France est ouverte à tous les clubs ayant au moins une équipe évoluant dans un championnat sénior, qu'il soit régional ou national. Les 24 clubs de Nationale 1 et de Nationale 2 prennent par obligatoirement à la compétition. Les clubs participants sont répartis en cinq zones géographiques pour le tirage au sort désignant les rencontres pour toute la compétition. Ce tirage au sort de l'édition est publié le 14 septembre 2019.
Un premier groupe est constitué des clubs de Nationale 1 évoluant lors de la saison dans une compétition européenne. Ces équipes n'entrent dans la compétition qu'à partir de la seconde phase qui commence lors des huitièmes de finale.
Un second groupe se compose des autres équipes de Nationale 1 et des équipes de Nationale 2. Il comprend également les six clubs de Nationale 3 et l'unique club de Pré-nationale 4 s'étant engagés pour l'édition. Aucun club de Régionale ne prend part à la compétition.
| Aquitaine                                                                      | Bretagne | Ile-de-France Hauts-de-France                                                              | Pays de la Loire                                           | Rhônes-Alpes                                                                |
| ------------------------------------------------------------------------------ | --- | ------------------------------------------------------------------------------------------ | ---------------------------------------------------------- | --------------------------------------------------------------------------- |
| US Coutras (N1)                                                                | HC Dinan-Quévert (N1) SPRS Ploufragan (N1) | SCRA Saint-Omer (N1)                                                                       | LV La Roche-sur-Yon (N1) Nantes ARH (N1)                   | RHC Lyon (N1)                                                               |
| SA Mérignac (N1) Biarritz OL (N1) SA Gazinet-Cestas (N2) RS Gujan Mestras (N3) | PA Créhen (N2) Quintin RC (N2) CO Pacé (N2) AL Ergué-Gabéric (N2) RAC Saint-Brieuc (N2) BRT Saint-Évarzec (N3) AL Plonéour-Lanvern (N3) RC Dol-de-Bretagne (PN4) | CS Noisy-le-Grand (N1) US Villejuif (N2) HCF Tourcoing (N2) CP Roubaix (N2) JA Drancy (N3) | Poiré Roller (N1) AL Saint-Sébastien (N2) ASTA Nantes (N3) | ROC Vaulx-en-Velin (N1) HR Aix-les-Bains (N2) RH Gleizé (N2) HC Voiron (N3) |

## Compétitions

### Première phase

#### Tour préliminaire
Plonéour accueille deux rencontres de tour préliminaire. Ergué-Gabéric n'ayant plus de salle durant quelques mois, le club reçoit Saint-Brieuc sur le terrain de Plonéour. Les deux équipes se sont déjà rencontrées à l'occasion de la seconde journée du championnat de National 2. Les locaux se sont bien adaptés à leur nouvelle salle, ils sont parvenus à remporter ces deux rencontres, notamment avec un quadruplé de Fouliard,.

#### Seizièmes de finale
La première rencontre des seizièmes de finale est un derby breton opposant Créhen et Ergué-Gabéric. Celle-ci s'annonce équilibrée entre les deux clubs évoluant dans le même championnat : la première mi-temps le confirme. Aucune des deux sélections ne parvient à prendre l'ascendant sur l'autre, bien que l’effectif d'Ergué-Gabéric soit amenuisé de deux de ses joueurs titulaires. Ces absences conduisent à une plus grande fatigue et Créhen en profite pour marquer deux buts  leur permettant d'accéder au huitième de finale,.
À l'occasion de l'anniversaire des 90 ans du RS Gujan-Mestras, le club rencontre un autre club de la région, Biarritz. Le match s'annonce déséquilibré pour les hôtes qui évoluent deux divisions en-dessous de leurs adversaires. Gujan-Mestras s'incline, après avoir résisté aux Biarrots, sur un score de trois buts contre sept,.
Pour la première fois depuis 2008, le club de Saint-Sébastien rencontre une équipe de première division. Le club, qui vient d'accéder à la seconde division en début de saison, reçoit les Vendéens du Poiré-sur-Vie.

### Seconde phase

#### Huitième de finale
Créhen, club de seconde division, doit faire face à une équipe lyonnaise de niveau européen, qui vient juste d'être défait par les autrichiens de Dornhirn. Les Rhôdaniens mènent aisément au score, par deux buts d'Arthur Pelletier, bien qu'ils ne réalisent pas une grande prestation. En tant qu'hôte du match, Créhen ne parvient pas à mettre en place un jeu offensif, et les lacunes défensives permettent à Lyon de gagner le match,.
Saint-Omer, premier du championnat de France, se rend à Biarritz, onzième du championnat. Lors de l'édition précédente, les nordistes avaient été mis en difficultés en coupe de France par une équipe également classée onzième. En raison de la fatigue des rencontres européennes, ils se méfient alors de leurs adversaires capables de créer l'exploit.
Roubaix contre Vaulx-en-Velin.
SA Mérignac contre HR Aix-les-Bains.
Le RC Dol, club évoluant en 4e division, reçoit le Poiré Roller qui joue au plus haut niveau. L'équipe doloise, qui vient d'être créée, est composée de nombreux anciens internationaux français. L'entraineur des genôts craint cette équipe, et le score de parité à la mi-temps ne le contredit pas. En seconde période, le Poiré parvient à prendre l'avantage. Bien que les Bretons réussissent à réduire le score à deux reprises, cela n'est pas suffisant pour créer l'exploit de voir une équipe de 4e division en sortir une de première,.
Lors de sa rencontre face à Noisy-le-Grand, Dinan-Quévert est parvenu à mener au score en première mi-temps, mais les Franciliens sont toujours parvenus à égaliser dans les minutes qui suivent. En seconde période, les Bretons déconcentrés par leurs erreurs en commettent davantage selon leur entraineur. Les Noiséens en profitent pour prendre un avantage qui leur permet de passer au tour suivant.
Ploufragan se déplace à Nantes, pour une rencontre entre deux équipes de première division. Les Nantais viennent de perdre Pere Tella qui quitte le club. Les Ploufraganais prennent l'avantage dès la première mi-temps. Il faut attendre la seconde période pour que les Nantais égalisent. À six minutes du terme du match, un but en lucarne leur donne un avantage puis une minute plus tard un nouveau but est marqué par les locaux. Nantes se qualifie en quart de finale,.
Pour son entrée dans la compétition, La Vendéenne rencontre Coutras en terre bordelaise.

#### Quart de finale
Contrairement aux tours précédents, les quarts de finale se déroulent sous la forme de match aller-retour. Les deux rencontres ont lieu les premier et dernier jours de février 2020.
La Poiré-sur-Vie malgré trois de ses joueurs absents à la rencontre l'opposant à Noisy parvient à prendre un avantage de deux buts. Mais le manque de réalisme de ses attaquants permet aux Noiséens de revenir au score. À la fin de la rencontre, les Noiséens l'emportent avec deux buts d'avance qui leur permettent d'avoir un légère avantage en vue du match retour quatre trois semaines plus tard.
La Vendéenne remporte le match aller contre Mérignac par cinq buts à rien.

#### Finale four
Ce tournoi regroupe lors d’un même week-end les quatre clubs sortis des 1/4 de finale . Les rencontres se décident par le tirage au sort effectué en début de saison. Les deux vainqueurs disputent ensuite la finale de la Coupe de France.
L'évènement, après avoir été organisé à deux reprises à Ploufragan, devait se dérouler à Liévin (Hauts-de-France) les 2 et 3 mai 2020. Mais en raison de la pandémie de Covid-19, l'évènement est repoussé les 19 et 20 septembre 2020 à Nantes, salle du Croissant avec une jauge limitée à 200 spectateurs.
La première demi-finale oppose les deux équipes les plus titrées de la compétition, La Vendéenne et Saint-Omer, qui ont chacune obtenu six victoires. Saint-Omer, champion de France de la saison précédente et triple vainqueur en titre est estimée favorite par la presse. Alors que les audomarois n'ont jamais réussi le doublé coupe-championnat, les vendéens l'ont déjà fait à deux reprises,. La presse estime que le match a été trop physique selon les arbitres, ce qui a conduit a un nombre très important de coup franc et penalties. Bousculé par les Vendéens, Saint-Omer a alors pu marquer à six reprises à la suite des décisions arbitrales, avec son buteur Lourenço parvenant à marquer sept buts sur les huit de son équipe.
La seconde demi-finale oppose Nantes, l'équipe hôte de la compétition, à Noisy-le-Grand. Déjà opposées lors de la demi-finale de 2018, la rencontre avait alors tourné en faveur des Noiséens qui l'avaient emporté par cinq buts à trois. Les locaux prennent l'avantage de la rencontre en menant par trois buts contre un, mais les Noiséens remontent et parvient à égaliser au terme de la rencontre. Il s'ensuit l'organisation de prolongation. Les Nantais prennent de nouveau l'avantage, mais voient les Noiséens égaliser puis décrocher la victoire par un but marqué à deux minutes de la fin des prolongations.
Annoncé favori de la finale Saint-Omer s'incline face à Noisy-le-Grand devant ses supporters ayant fait le déplacement. Cette défaite six buts à cinq prive le club d'un historique quatrième titre consécutif. Noisy a profité des lacunes défensives de Saint-Omer qui encaisse douze buts en deux rencontres.
| 20 septembre 2020 | CS Noisy-le-Grand | 6-5 | SCRA Saint-Omer | Complexe du Croissant, Nantes                                                           |                                                                                         |
| 15 h 0            | Ugo Grellier 1 min · Ugo Grellier 24 min · Marc Pujol Sune 33 min · Marc Pujol Sune 41 min · Ugo Grellier 43 min · Marc Pujol Sune 46 min |     | · 4 min Lourenço · 9 min Felipe Sebastian Matias Baeili · 17 min Jacobo Mantinan · 43 min Lourenço · 48 min Mathieu Le Roux | Arbitrage : Yann André, Ludovic Boschat, Arnaud Esoli, Franck Delanoé, Boris Tarassioux | Arbitrage : Yann André, Ludovic Boschat, Arnaud Esoli, Franck Delanoé, Boris Tarassioux |
| 15 h 0            | Rapport |     | | Arbitrage : Yann André, Ludovic Boschat, Arnaud Esoli, Franck Delanoé, Boris Tarassioux | Arbitrage : Yann André, Ludovic Boschat, Arnaud Esoli, Franck Delanoé, Boris Tarassioux |

## Tableau synthétique
|  | Seizièmes de finale              | Seizièmes de finale              |                    |     | Huitièmes de finale | Huitièmes de finale |  |  | Quarts de finale                 | Quarts de finale                 |  |  | Demi-finales      | Demi-finales      |  |  | Finale            | Finale            |
|  | Seizièmes de finale              | Seizièmes de finale              |                    |     | Huitièmes de finale | Huitièmes de finale |  |  | Quarts de finale                 | Quarts de finale                 |  |  | Demi-finales      | Demi-finales      |  |  | Finale            | Finale            |
|  |                                  |                                  |                    |     |                     |                     |  |  |                                  |                                  |  |  |                   |                   |  |  |                   |                   |
|  | 16 novembre 2019                 | 16 novembre 2019                 |                    |     | 21 décembre 2019    | 21 décembre 2019    |  |  | 1er février 2020 29 février 2020 | 1er février 2020 29 février 2020 |  |  | 19 septembre 2020 | 19 septembre 2020 |  |  | 20 septembre 2020 | 20 septembre 2020 |
|  | 16 novembre 2019                 | 16 novembre 2019                 |                    |     | 21 décembre 2019    | 21 décembre 2019    |  |  | 1er février 2020 29 février 2020 | 1er février 2020 29 février 2020 |  |  | 19 septembre 2020 | 19 septembre 2020 |  |  | 20 septembre 2020 | 20 septembre 2020 |
|  | US Villejuif                     | 2                                |                    |     | 21 décembre 2019    | 21 décembre 2019    |  |  | 1er février 2020 29 février 2020 | 1er février 2020 29 février 2020 |  |  | 19 septembre 2020 | 19 septembre 2020 |  |  | 20 septembre 2020 | 20 septembre 2020 |
|  | US Villejuif                     | 2                                |                    |     | 21 décembre 2019    | 21 décembre 2019    |  |  | 1er février 2020 29 février 2020 | 1er février 2020 29 février 2020 |  |  | 19 septembre 2020 | 19 septembre 2020 |  |  | 20 septembre 2020 | 20 septembre 2020 |
|  | CS Noisy-le-Grand                | 5                                |                    |     | 21 décembre 2019    | 21 décembre 2019    |  |  | 1er février 2020 29 février 2020 | 1er février 2020 29 février 2020 |  |  | 19 septembre 2020 | 19 septembre 2020 |  |  | 20 septembre 2020 | 20 septembre 2020 |
|  | CS Noisy-le-Grand                | 5                                | CS Noisy-le-Grand  | 6   |                     |                     |  |  | 1er février 2020 29 février 2020 | 1er février 2020 29 février 2020 |  |  | 19 septembre 2020 | 19 septembre 2020 |  |  | 20 septembre 2020 | 20 septembre 2020 |
|  |                                  |                                  | CS Noisy-le-Grand  | 6   |                     |                     |  |  | 1er février 2020 29 février 2020 | 1er février 2020 29 février 2020 |  |  | 19 septembre 2020 | 19 septembre 2020 |  |  | 20 septembre 2020 | 20 septembre 2020 |
|  |                                  | HC Dinan-Quévert                 | 3                  |     |                     |                     |  |  | 1er février 2020 29 février 2020 | 1er février 2020 29 février 2020 |  |  | 19 septembre 2020 | 19 septembre 2020 |  |  | 20 septembre 2020 | 20 septembre 2020 |
|  | HC Dinan-Quévert                 | HC Dinan-Quévert                 | 3                  |     |                     |                     |  |  | 1er février 2020 29 février 2020 | 1er février 2020 29 février 2020 |  |  | 19 septembre 2020 | 19 septembre 2020 |  |  | 20 septembre 2020 | 20 septembre 2020 |
|  | 21 décembre 2019                 |                                  |                    |     |                     |                     |  |  | 1er février 2020 29 février 2020 | 1er février 2020 29 février 2020 |  |  | 19 septembre 2020 | 19 septembre 2020 |  |  | 20 septembre 2020 | 20 septembre 2020 |
|  |                                  |                                  |                    |     |                     |                     |  |  | 1er février 2020 29 février 2020 | 1er février 2020 29 février 2020 |  |  | 19 septembre 2020 | 19 septembre 2020 |  |  | 20 septembre 2020 | 20 septembre 2020 |
|  | CS Noisy-le-Grand                | 5+3                              |                    |     |                     |                     |  |  |                                  |                                  |  |  | 19 septembre 2020 | 19 septembre 2020 |  |  | 20 septembre 2020 | 20 septembre 2020 |
|  | CS Noisy-le-Grand                | 5+3                              | 16 novembre 2019   |     |                     |                     |  |  |                                  |                                  |  |  | 19 septembre 2020 | 19 septembre 2020 |  |  | 20 septembre 2020 | 20 septembre 2020 |
|  |                                  | Poiré Roller                     | 3+3                |     |                     |                     |  |  |                                  |                                  |  |  | 19 septembre 2020 | 19 septembre 2020 |  |  | 20 septembre 2020 | 20 septembre 2020 |
|  | RC Dol-de-Bretagne               | Poiré Roller                     | 3+3                | 9   |                     |                     |  |  |                                  |                                  |  |  | 19 septembre 2020 | 19 septembre 2020 |  |  | 20 septembre 2020 | 20 septembre 2020 |
|  | RC Dol-de-Bretagne               | 1er février 2020 29 février 2020 |                    | 9   |                     |                     |  |  |                                  |                                  |  |  | 19 septembre 2020 | 19 septembre 2020 |  |  | 20 septembre 2020 | 20 septembre 2020 |
|  | Quintin RC                       | 4                                |                    |     |                     |                     |  |  |                                  |                                  |  |  | 19 septembre 2020 | 19 septembre 2020 |  |  | 20 septembre 2020 | 20 septembre 2020 |
|  | Quintin RC                       | 4                                | RC Dol-de-Bretagne | 2   |                     |                     |  |  |                                  |                                  |  |  | 19 septembre 2020 | 19 septembre 2020 |  |  | 20 septembre 2020 | 20 septembre 2020 |
|  | 16 novembre 2019                 |                                  | RC Dol-de-Bretagne | 2   |                     |                     |  |  |                                  |                                  |  |  | 19 septembre 2020 | 19 septembre 2020 |  |  | 20 septembre 2020 | 20 septembre 2020 |
|  |                                  | Poiré Roller                     | 3                  |     |                     |                     |  |  |                                  |                                  |  |  | 19 septembre 2020 | 19 septembre 2020 |  |  | 20 septembre 2020 | 20 septembre 2020 |
|  | AL Saint-Sébastien               | Poiré Roller                     | 3                  | 1   |                     |                     |  |  |                                  |                                  |  |  | 19 septembre 2020 | 19 septembre 2020 |  |  | 20 septembre 2020 | 20 septembre 2020 |
|  | AL Saint-Sébastien               | 21 décembre 2019                 |                    | 1   |                     |                     |  |  |                                  |                                  |  |  | 19 septembre 2020 | 19 septembre 2020 |  |  | 20 septembre 2020 | 20 septembre 2020 |
|  | Poiré Roller                     | 7                                |                    |     |                     |                     |  |  |                                  |                                  |  |  | 19 septembre 2020 | 19 septembre 2020 |  |  | 20 septembre 2020 | 20 septembre 2020 |
|  | Poiré Roller                     | 7                                | CS Noisy-le-Grand  | 5   |                     |                     |  |  |                                  |                                  |  |  |                   |                   |  |  | 20 septembre 2020 | 20 septembre 2020 |
|  | 16 novembre 2019                 |                                  | CS Noisy-le-Grand  | 5   |                     |                     |  |  |                                  |                                  |  |  |                   |                   |  |  | 20 septembre 2020 | 20 septembre 2020 |
|  |                                  | Nantes ARH                       | 4                  |     |                     |                     |  |  |                                  |                                  |  |  |                   |                   |  |  | 20 septembre 2020 | 20 septembre 2020 |
|  | JA Drancy                        | Nantes ARH                       | 4                  | 6   |                     |                     |  |  |                                  |                                  |  |  |                   |                   |  |  | 20 septembre 2020 | 20 septembre 2020 |
|  | JA Drancy                        | 19 septembre 2020                |                    | 6   |                     |                     |  |  |                                  |                                  |  |  |                   |                   |  |  | 20 septembre 2020 | 20 septembre 2020 |
|  | CP Roubaix                       | 8                                |                    |     |                     |                     |  |  |                                  |                                  |  |  |                   |                   |  |  | 20 septembre 2020 | 20 septembre 2020 |
|  | CP Roubaix                       | 8                                | CP Roubaix         | 5   |                     |                     |  |  |                                  |                                  |  |  |                   |                   |  |  | 20 septembre 2020 | 20 septembre 2020 |
|  | 16 novembre 2019                 |                                  | CP Roubaix         | 5   |                     |                     |  |  |                                  |                                  |  |  |                   |                   |  |  | 20 septembre 2020 | 20 septembre 2020 |
|  |                                  | ROC Vaulx-en-Velin               | 7                  |     |                     |                     |  |  |                                  |                                  |  |  |                   |                   |  |  | 20 septembre 2020 | 20 septembre 2020 |
|  | HC Voiron                        | ROC Vaulx-en-Velin               | 7                  | 3   |                     |                     |  |  |                                  |                                  |  |  |                   |                   |  |  | 20 septembre 2020 | 20 septembre 2020 |
|  | HC Voiron                        | 21 décembre 2019                 |                    | 3   |                     |                     |  |  |                                  |                                  |  |  |                   |                   |  |  | 20 septembre 2020 | 20 septembre 2020 |
|  | ROC Vaulx-en-Velin               | 11                               |                    |     |                     |                     |  |  |                                  |                                  |  |  |                   |                   |  |  | 20 septembre 2020 | 20 septembre 2020 |
|  | ROC Vaulx-en-Velin               | 11                               | ROC Vaulx-en-Velin | 3+1 |                     |                     |  |  |                                  |                                  |  |  |                   |                   |  |  | 20 septembre 2020 | 20 septembre 2020 |
|  |                                  |                                  | ROC Vaulx-en-Velin | 3+1 |                     |                     |  |  |                                  |                                  |  |  |                   |                   |  |  | 20 septembre 2020 | 20 septembre 2020 |
|  |                                  | Nantes ARH                       | 4+6                |     |                     |                     |  |  |                                  |                                  |  |  |                   |                   |  |  | 20 septembre 2020 | 20 septembre 2020 |
|  | Nantes ARH                       | Nantes ARH                       | 4+6                |     |                     |                     |  |  |                                  |                                  |  |  |                   |                   |  |  | 20 septembre 2020 | 20 septembre 2020 |
|  | 1er février 2020 29 février 2020 |                                  |                    |     |                     |                     |  |  |                                  |                                  |  |  |                   |                   |  |  | 20 septembre 2020 | 20 septembre 2020 |
|  |                                  |                                  |                    |     |                     |                     |  |  |                                  |                                  |  |  |                   |                   |  |  | 20 septembre 2020 | 20 septembre 2020 |
|  | Nantes ARH                       | 4                                |                    |     |                     |                     |  |  |                                  |                                  |  |  |                   |                   |  |  | 20 septembre 2020 | 20 septembre 2020 |
|  | Nantes ARH                       | 4                                |                    |     |                     |                     |  |  |                                  |                                  |  |  |                   |                   |  |  | 20 septembre 2020 | 20 septembre 2020 |
|  |                                  | SPRS Ploufragan                  | 2                  |     |                     |                     |  |  |                                  |                                  |  |  |                   |                   |  |  | 20 septembre 2020 | 20 septembre 2020 |
|  | SPRS Ploufragan                  | SPRS Ploufragan                  | 2                  |     |                     |                     |  |  |                                  |                                  |  |  |                   |                   |  |  | 20 septembre 2020 | 20 septembre 2020 |
|  | 21 décembre 2019                 |                                  |                    |     |                     |                     |  |  |                                  |                                  |  |  |                   |                   |  |  | 20 septembre 2020 | 20 septembre 2020 |
|  |                                  |                                  |                    |     |                     |                     |  |  |                                  |                                  |  |  |                   |                   |  |  | 20 septembre 2020 | 20 septembre 2020 |
|  | CS Noisy-le-Grand                | 6                                |                    |     |                     |                     |  |  |                                  |                                  |  |  |                   |                   |  |  |                   |                   |
|  | CS Noisy-le-Grand                | 6                                | 16 novembre 2019   |     |                     |                     |  |  |                                  |                                  |  |  |                   |                   |  |  |                   |                   |
|  |                                  | SCRA Saint-Omer                  | 5                  |     |                     |                     |  |  |                                  |                                  |  |  |                   |                   |  |  |                   |                   |
|  | SA Gazinet-Cestas                | SCRA Saint-Omer                  | 5                  | 1   |                     |                     |  |  |                                  |                                  |  |  |                   |                   |  |  |                   |                   |
|  | SA Gazinet-Cestas                |                                  |                    | 1   |                     |                     |  |  |                                  |                                  |  |  |                   |                   |  |  |                   |                   |
|  | SA Mérignac                      | 8                                |                    |     |                     |                     |  |  |                                  |                                  |  |  |                   |                   |  |  |                   |                   |
|  | SA Mérignac                      | 8                                | SA Mérignac        | 9   |                     |                     |  |  |                                  |                                  |  |  |                   |                   |  |  |                   |                   |
|  | 16 novembre 2019                 |                                  | SA Mérignac        | 9   |                     |                     |  |  |                                  |                                  |  |  |                   |                   |  |  |                   |                   |
|  |                                  | HR Aix-les-Bains                 | 1                  |     |                     |                     |  |  |                                  |                                  |  |  |                   |                   |  |  |                   |                   |
|  | HR Aix-les-Bains                 | HR Aix-les-Bains                 | 1                  | 3   |                     |                     |  |  |                                  |                                  |  |  |                   |                   |  |  |                   |                   |
|  | HR Aix-les-Bains                 | 21 décembre 2019                 |                    | 3   |                     |                     |  |  |                                  |                                  |  |  |                   |                   |  |  |                   |                   |
|  | RH Gleizé                        | 1                                |                    |     |                     |                     |  |  |                                  |                                  |  |  |                   |                   |  |  |                   |                   |
|  | RH Gleizé                        | 1                                | SA Mérignac        | 0+2 |                     |                     |  |  |                                  |                                  |  |  |                   |                   |  |  |                   |                   |
|  |                                  |                                  | SA Mérignac        | 0+2 |                     |                     |  |  |                                  |                                  |  |  |                   |                   |  |  |                   |                   |
|  |                                  | LV La Roche-sur-Yon              | 5+5                |     |                     |                     |  |  |                                  |                                  |  |  |                   |                   |  |  |                   |                   |
|  | US Coutras                       | LV La Roche-sur-Yon              | 5+5                |     |                     |                     |  |  |                                  |                                  |  |  |                   |                   |  |  |                   |                   |
|  | 1er février 2020 29 février 2020 |                                  |                    |     |                     |                     |  |  |                                  |                                  |  |  |                   |                   |  |  |                   |                   |
|  |                                  |                                  |                    |     |                     |                     |  |  |                                  |                                  |  |  |                   |                   |  |  |                   |                   |
|  | US Coutras                       | 2                                |                    |     |                     |                     |  |  |                                  |                                  |  |  |                   |                   |  |  |                   |                   |
|  | US Coutras                       | 2                                |                    |     |                     |                     |  |  |                                  |                                  |  |  |                   |                   |  |  |                   |                   |
|  |                                  | LV La Roche-sur-Yon              | 5                  |     |                     |                     |  |  |                                  |                                  |  |  |                   |                   |  |  |                   |                   |
|  | LV La Roche-sur-Yon              | LV La Roche-sur-Yon              | 5                  |     |                     |                     |  |  |                                  |                                  |  |  |                   |                   |  |  |                   |                   |
|  | 21 décembre 2019                 |                                  |                    |     |                     |                     |  |  |                                  |                                  |  |  |                   |                   |  |  |                   |                   |
|  |                                  |                                  |                    |     |                     |                     |  |  |                                  |                                  |  |  |                   |                   |  |  |                   |                   |
|  | LV La Roche-sur-Yon              | 6                                |                    |     |                     |                     |  |  |                                  |                                  |  |  |                   |                   |  |  |                   |                   |
|  | LV La Roche-sur-Yon              | 6                                | 16 novembre 2019   |     |                     |                     |  |  |                                  |                                  |  |  |                   |                   |  |  |                   |                   |
|  |                                  | SCRA Saint-Omer                  | 8                  |     |                     |                     |  |  |                                  |                                  |  |  |                   |                   |  |  |                   |                   |
|  | RS Gujan-Mestras                 | SCRA Saint-Omer                  | 8                  | 1   |                     |                     |  |  |                                  |                                  |  |  |                   |                   |  |  |                   |                   |
|  | RS Gujan-Mestras                 |                                  |                    | 1   |                     |                     |  |  |                                  |                                  |  |  |                   |                   |  |  |                   |                   |
|  | Biarritz OL                      | 7                                |                    |     |                     |                     |  |  |                                  |                                  |  |  |                   |                   |  |  |                   |                   |
|  | Biarritz OL                      | 7                                | Biarritz OL        | 0   |                     |                     |  |  |                                  |                                  |  |  |                   |                   |  |  |                   |                   |
|  |                                  |                                  | Biarritz OL        | 0   |                     |                     |  |  |                                  |                                  |  |  |                   |                   |  |  |                   |                   |
|  |                                  | SCRA Saint-Omer                  | 5                  |     |                     |                     |  |  |                                  |                                  |  |  |                   |                   |  |  |                   |                   |
|  | SCRA Saint-Omer                  | SCRA Saint-Omer                  | 5                  |     |                     |                     |  |  |                                  |                                  |  |  |                   |                   |  |  |                   |                   |
|  | 21 décembre 2019                 |                                  |                    |     |                     |                     |  |  |                                  |                                  |  |  |                   |                   |  |  |                   |                   |
|  |                                  |                                  |                    |     |                     |                     |  |  |                                  |                                  |  |  |                   |                   |  |  |                   |                   |
|  | SCRA Saint-Omer                  | 7+5                              |                    |     |                     |                     |  |  |                                  |                                  |  |  |                   |                   |  |  |                   |                   |
|  | SCRA Saint-Omer                  | 7+5                              | 16 novembre 2019   |     |                     |                     |  |  |                                  |                                  |  |  |                   |                   |  |  |                   |                   |
|  |                                  | RHC Lyon                         | 2+2                |     |                     |                     |  |  |                                  |                                  |  |  |                   |                   |  |  |                   |                   |
|  | PA Créhen                        | RHC Lyon                         | 2+2                | 2   |                     |                     |  |  |                                  |                                  |  |  |                   |                   |  |  |                   |                   |
|  | PA Créhen                        |                                  |                    | 2   |                     |                     |  |  |                                  |                                  |  |  |                   |                   |  |  |                   |                   |
|  | AL Ergué-Gabéric                 | 0                                |                    |     |                     |                     |  |  |                                  |                                  |  |  |                   |                   |  |  |                   |                   |
|  | AL Ergué-Gabéric                 | 0                                | PA Créhen          | 0   |                     |                     |  |  |                                  |                                  |  |  |                   |                   |  |  |                   |                   |
|  |                                  |                                  | PA Créhen          | 0   |                     |                     |  |  |                                  |                                  |  |  |                   |                   |  |  |                   |                   |
|  |                                  | RHC Lyon                         | 5                  |     |                     |                     |  |  |                                  |                                  |  |  |                   |                   |  |  |                   |                   |
|  | RHC Lyon                         | RHC Lyon                         | 5                  |     |                     |                     |  |  |                                  |                                  |  |  |                   |                   |  |  |                   |                   |
|  |                                  |                                  |                    |     |                     |                     |  |  |                                  |                                  |  |  |                   |                   |  |  |                   |                   |
|  |                                  |                                  |                    |     |                     |                     |  |  |                                  |                                  |  |  |                   |                   |  |  |                   |                   |
|  |                                  |                                  |                    |     |                     |                     |  |  |                                  |                                  |  |  |                   |                   |  |  |                   |                   |

### Règles du jeu
- Fédération française de roller sports, Règlement particulier d'organisation et de développement des compétitions - Rink hockey, 2019, 24 p. (lire en ligne)

1. ↑  Article 601 - Définition, inscriptions et gestion, p. 10.
2. ↑  Article 602 - Déroulement, p. 11.
3. ↑  Article 602 - Déroulement - « Finale four », p. 12.

### Feuilles de match
Les feuilles de match sont issues du site officiel de la Fédération française de roller sports : ffroller.fr. 
1. ↑  Rapport 52307 du 19/10/2019 : Dol-de-Bretagne - Pacé
2. ↑  Rapport 52308 du 19/10/2019 : Ergué-Gabéric - Saint-Brieuc
3. ↑  Rapport 52309 du 19/10/2019 : Saint-Évarzec - Créhen
4. ↑  Rapport 52310 du 19/10/2019 : Plonéour-Lanvern - Quintin
5. ↑  Rapport 52311 du 19/10/2019 : Nantes - Saint-Sébastien-sur-Loire
6. ↑  Rapport 52312 du 19/10/2019 : Villejuif - Tourcoing
7. ↑  Rapport 52316 du 16/11/2019 : Drancy - Roubaix
8. ↑  Rapport 52317 du 16/11/2019 : Voiron - Vaulx-en-Velin
9. ↑  Rapport 52318 du 16/11/2019 : Aix-les-Bains - Gleizé
10. ↑  Rapport 52319 du 16/11/2019 : Gazinet-Cestas - Mérignac
11. ↑  Rapport 52320 du 16/11/2019 : Gujan-Mestras - Biarritz
12. ↑  Rapport 52350 du 16/11/2019 : Saint-Sébastien-sur-Loire - Poiré-sur-Vie
13. ↑  Rapport 52351 du 16/11/2019 : Dol-de-Bretagne - Quintin
14. ↑  Rapport 52352 du 16/11/2019 : Créhen - Ergué-Gabéric
15. ↑  Rapport 52353 du 16/11/2019 : Villejuif - Noisy-le-Grand
16. ↑  Rapport 52324 du 21/12/2019 : Roubaix - Vaulx-en-Velin
17. ↑  Rapport 52325 du 21/12/2019 : Nantes - Ploufragan
18. ↑  Rapport 52326 du 21/12/2019 : Coutras - La Roche-sur-Yon
19. ↑  Rapport 52328 du 21/12/2019 : Créhen - Lyon
20. ↑  Rapport 52467 du 21/12/2019 : Noisy-le-Grand - Quévert
21. ↑  Rapport 52468 du 21/12/2019 : Biarritz - Saint-Omer
22. ↑  Rapport 52886 du 21/12/2019 : Dol-de-Bretagne - Poiré-sur-Vie
23. ↑  Rapport 52888 du 21/12/2019 : Mérignac - Aix-les-Bains
24. ↑  Rapport 53920 du 01/02/2020 : Lyon - Saint-Omer
25. ↑  Rapport 53921 du 01/02/2020 : Nantes - Vaulx-en-Velin
26. ↑  Rapport 53922 du 01/02/2020 : Poiré-sur-Vie - Noisy-le-Grand
27. ↑  Rapport 53923 du 01/02/2020 : La Roche-sur-Yon - Mérignac
28. ↑  Rapport 53924 du 29/02/2020 : Saint-Omer - Lyon
29. ↑  Rapport 53925 du 29/02/2020 : Vaulx-en-Velin - Nantes
30. ↑  Rapport 53926 du 29/02/2020 : Noisy-le-Grand - Poiré-sur-Vie
31. ↑  Rapport 53927 du 29/02/2020 : Mérignac - La Roche-sur-Yon
32. ↑  Rapport 56614 du 20/09/2020 : Noisy-le-Grand - Saint-Omer